# Zenyattà Mondatta
| Críticas profissionais | Críticas profissionais |
| Avaliações da crítica  | Avaliações da crítica  |
| Fonte                  | Avaliação              |
| ---------------------- | ---------------------- |
| All Music Guide        | link                   |

Zenyattà Mondatta é o terceiro álbum de estúdio, lançado em 1980, da banda britânica The Police. 
A partir desse álbum, o trio está absolutamente consolidado em sua terra natal, a Inglaterra.

## Faixas
Todas as faixas escritas e compostas por Sting, exceto onde indicado. 
| N.º | Título                                                                     | Compositor | Duração |  |
| 1.  | "Don't Stand So Close to Me"                                               |            | 4:04    |  |
| 2.  | "Driven To Tears"                                                          |            | 3:20    |  |
| 3.  | "When The World Is Running Down, You Make The Best Of What's Still Around" |            | 3:38    |  |
| 4.  | "Canary In A Coalmine"                                                     |            | 2:26    |  |
| 5.  | "Voices Inside My Head"                                                    |            | 3:53    |  |
| 6.  | "Bombs Away"                                                               | Copeland   | 3:09    |  |
| 7.  | "De Do Do Do, De Da Da Da"                                                 |            | 4:09    |  |
| 8.  | "Behind My Camel"                                                          | Summers    | 2:54    |  |
| 9.  | "Man In A Suitcase"                                                        |            | 2:19    |  |
| 10. | "Shadows In The Rain"                                                      |            | 5:02    |  |
| 11. | "The Other Way Of Stopping"                                                | Copeland   | 3:22    |  |

## Posição nas paradas musicais
| Parada (1980–81)                      | Melhor posição |
| ------------------------------------- | -------------- |
| Austrália (Kent Music Report)         | 1              |
| Áustria (Ö3 Austria Top 40)           | 14             |
| 2                                     |                |
| Países Baixos (Dutch Charts)          | 2              |
| Alemanha (Offizielle Deutsche Charts) | 5              |
| Japão (Oricon)                        | 16             |
| Nova Zelândia (RMNZ)                  | 3              |
| Noruega (VG-lista)                    | 16             |
| Suécia (Sverigetopplistan)            | 8              |
| Reino Unido (Official Albums Chart)   | 1              |
| Estados Unidos (Billboard 200)        | 5              |

| Parada (1980)                 | Posição |
| ----------------------------- | ------- |
| Austrália (Kent Music Report) | 31      |
| Canadá (RPM)                  | 45      |
| Países Baixos (Album Top 100) | 11      |
| Reino Unido (OCC)             | 2       |

| Parada (1981)                  | Posição |
| ------------------------------ | ------- |
| Austrália (Kent Music Report)  | 11      |
| Canadá (RPM)                   | 16      |
| Países Baixos (Album Top 100)  | 84      |
| Alemanha (Offizielle Top 100)  | 6       |
| Estados Unidos (Billboard 200) | 9       |